# Antigen oncofetal
Els  antigen oncofetal  és una proteïna que s'expressa en els teixits d'un organisme en la fase de desenvolupament fetal però no en l'individu adult normal. No obstant això apareix en concentracions elevades en les cèl·lules canceroses, pel que pot utilitzar-se com marcador tumoral per a detectar l'existència d'un tumor maligne.
La seva detecció no implica necessàriament el diagnòstic de càncer, ja que poden aparèixer en petites quantitats en les cèl·lules normals i també en diferents processos que ocasionen inflamació.
Els antígens oncofetals que més s'utilitzen en medicina són l'antigen carcinoembrionari i l'alfa-fetoproteïna. Es creu que els gens que codifiquen aquestes proteïnes es silencien a partir del desenvolupament fetal, però deixen d'estar reprimits quan en la cèl·lula es produeix una transformació que origina un càncer.